# Калашово
Калашо́во (рос. Калашово) — присілок у складі Великоустюзького району Вологодської області, Росія. Входить до складу Юдинського сільського поселення.

## Населення
Населення — 33 особи (2010; 48 у 2002).
Національний склад (станом на 2002 рік):
- росіяни — 96 %